# Tidssignal
Et tidssignal er et synlig, hørbar, mekanisk eller elektronisk signal anvendt som en reference til at bestemme tiden på døgnet.

## Hørbar og synlige tidssignaler
En slags af offentlige tidssignaler er selvfølgelig et slående ur. Disse ure var kun så gode som klokværket som aktiverende dem; de er blevet forbedret betydeligt siden de første ure fra det 14. århundrede. For mange borgere er det eneste offentlige ur som de behøver rådhusuret.
Når mere præcise offentlig tidssignaler blev nødvendige indenfor navigation, blev et antal af traditionelle hørbare eller synlige tidssignaler etableret med formålet at tillade navigatører at tjekke deres marinekronometre. Disse offentlige tidssignaler blev tidligere etableret i mange havnebyer.
Som et eksempel på et sådan signal, i Vancouver, British Columbia, lyder der stadig et skud fra en "kl. 21 pistol". Denne pistol blev bragt til Stanley Park af den canadiske fiskeriafdeling i 1894 for at advare fiskerne, at fiskeriet lukkede søndag kl. 18. Kl. 21 affyringen blev senere etableret som et tidssignal for offentligheden. Steder hvor en kanon anvendes som et tidssignal, laver de lokale ofte grin med at de kan genkende turister, fordi de hopper pga. overraskelsen, hvorimod de lokale tjekker deres armbåndsure.
Den første faldende kugle blev rejst ved Portsmouth, England i 1829 af dens opfinder Robert Wauchope.

En blev installeret i 1833 på taget af Royal Observatory i Greenwich, London, og kuglen faldt ned kl. 13 hver dag siden dengang.

Den første amerikanske faldende kugle blev taget i brug i 1845.

Fordi lyshastigheden er meget hurtigere end lydhastigheden, muliggør synlige signaler større præcision end via lyd; men lydsignaler fungerer selvom sigtbarheden er ringe. I 1861 og 1862, havde den britiske Post Office Directory et tidspistol landkort som viste hvor mange sekunder det tog tidspistolsignalet, at nå forskellige lokaliteter i Edinburgh. Times Square Ball drop/slåning ceremonien ved nytårsaften i Times Square, New York City, er en rest fra den visuelle indikation af klokken.
I mange støjende fabrikker fungerer en fløjte som et offentligt tidssignal før radio gjorde dem forældede.

## Elektriske tidssignaler
Sandford Fleming foreslog et enkelt 24-timers ur for hele verden. Ved et møde hos Royal Canadian Institute d. 8. februar 1879 knyttede han uret til anti-meridianen til Greenwich (nu 180°). Han foreslog at standard tidszoner kunne anvendes lokalt, men at de var subordinat til hans enkelte verdenstid.
Standardtiden kom til verden i USA d. 18. november 1883. Tidligere, d. 11. oktober 1883, godkendte General Time Convention, foreløberen for American Railway Association, en plan som opdelte USA i adskillige tidszoner. På denne novemberdag telegraferede United States Naval Observatory et signal som koordinerede middag ved Eastern standard time med kl. 11 central, kl. 10 mountain – og kl. 9 Pacific standard time.

## Radiotidssignal kilder

### Dedikerede tidssignal radioudsendelser
Telegrafisk distribution af tidssignaler blev forældede af brugen af AM, FM, kortbølgeradio, Internettets Network Time Protocol servere såvel som atomurene i GPS satellitterne. Siden 1905 er tidssignaler blev udsendt via radiobølger.

Tidssignal radiostationer der anvendes på langbølge radiobåndet har yderst forudsigelige radioudbredelse karakteristikker, hvilket giver lav usikkerhed i de modtagne tidssignaler. Stationerne som anvendes på kortbølgebåndet kan dække større arealer med laveffekt radiosendere, men den variable afstand signalerne løber øger tidssignalets usikkerhed i størrelsesordenen millisekunder.

De følgende radiostationer udsender klokken både oplæst og maskinlæsbar tidskode form, som kan anvendes som en reference for radiostyrede ure.

Den oplæste del af klokken fra stationsudsendelserne fra WWV og WWVH, kan også høres via telefon. Klokken annonceringen er normalt forsinket mindre end 30 ms, når fastnettelefoni anvendes indefra det kontinentale USA, og tidsforsinkelsesvariationerne er normalt mindre end < 1 ms. Når mobiltelefoni anvendes, er forsinkelsen normalt mere end 100 ms grundet tekniske mobiltelefoniforhold. Når telefoniforbindelsen går via satellit, er klokken forsinket mellem 250 til 500 ms.
For at høre disse udsendelser, ring (303) 499-7111 for WWV (Colorado) – og (808) 335-4363 for WWVH (Hawaii). Opringninger afbrydes efter 2 minutter. Disse er ikke gratisnumre; opringere udenfor det lokale område bliver trukket et beløb svarende til langdistancekald.
Loran-C tidssignaler kan også anvendes til radiours synkronisering.
| Kaldenavn                        | Frekvens [kHz] | Effekt [kW] | Lokalitet                  | Antennetype                                                           | Information |
| -------------------------------- | -------------- | ----------- | -------------------------- | --------------------------------------------------------------------- | --- |
| JJY                              | 40             | 50          | Japan Mount Otakadoya      | Kapacitans hat, højde 250 m                                           | Lokaliseret nær Fukushima og fra Mount Hagane (lokaliseret på Kyushu øen)                                       |
| RTZ                              | 50             |             | Russisk Irkutsk            |                                                                       | |
| JJY                              | 60             | 50          | Japan Mount Hagane         | Kapacitans hat, højde 200 m                                           | Lokaliseret på Kyushu øen                                                                                       |
| MSF60                            | 60             | 15          | Anthorn                    |                                                                       | Afstand op til 1500 km. Før 1. april 2007, blev tidssignalet udsendt fra Rugby, Warwickshire                    |
| WWVB                             | 60             | 70          | USA Fort Collins, Colorado | To kapacitans hatte, højde 122 m                                      | Kan modtages i det meste af USAs hovedland.                                                                     |
| RBU                              | 66,66          | 10          | Russisk Moskva             |                                                                       | 55° 44' N, 38° 12' E                                                                                            |
| BPC                              | 68,5           |             | Kina Xi'an                 |                                                                       | |
| HBG                              | 75             | 20          | Prangins                   |                                                                       | Indtil 31. december 2011. Anvender et format kompatibelt med DCF77                                              |
| DCF77                            | 77,5           | 30          | Tyskland Mainflingen       | vertikal rundstrålende antenner med top-loadet kapacitet, højde 150 m | Lokaliseret nær Frankfurt med en rækkevidde på op til 2000 km                                                   |
| TDF                              | 162            | 2000        | Frankrig Allouis           | To stålgittermaster med barduner, højde 350 m                         | Lokaliseret 150 km syd for Paris. Anvender en DCF77 lignende kodning, men forudsætter en mere kompleks modtager |
| BPM                              | 2500           |             | Kina Xi'an                 |                                                                       | |
| WWV                              | 2500           | 2.5         | USA Fort Collins, Colorado |                                                                       | BCD tidskode på en 100 Hz underbærebølge                                                                        |
| WWVH                             | 2500           | 2,5         | USA Kekaha, Hawaii         |                                                                       | BCD tidskode på en 100 Hz underbærebølge                                                                        |
| CHU                              | 3330           | 3           | Canada Ottawa, Ontario     |                                                                       | 300 baud Bell 103 tidskode                                                                                      |
| RWM                              | 4996           | 5–8         | Russisk Moskva             |                                                                       | Frekvens 9996 og 14996 kHz, SSB                                                                                 |
| BPM                              | 5000           |             | Kina Xi'an                 |                                                                       | |
| BSF                              | 5000           |             | Chung-Li                   |                                                                       | |
| HLA                              | 5000           |             | Taejon                     |                                                                       | |
| LOL1                             | 5000           |             | Buenos Aires               |                                                                       | |
| WWV                              | 5000           | 2,5         | USA Fort Collins, Colorado |                                                                       | BCD tidskode på en 100 Hz underbærebølge                                                                        |
| WWVH                             | 5000           | 10          | USA Kekaha, Hawaii         |                                                                       | BCD tidskode på en 100 Hz underbærebølge                                                                        |
| YVTO                             | 5000           | 1           | Caracas                    |                                                                       | |
| CHU                              | 7850           | 10          | Canada Ottawa, Ontario     |                                                                       | 300 baud Bell 103 underbærebølge                                                                                |
| BPM                              | 10000          |             | Kina Xi'an                 |                                                                       | |
| LOL1                             | 10000          |             | Buenos Aires               |                                                                       | |
| WWV                              | 10000          | 10          | USA Fort Collins, Colorado |                                                                       | BCD tidskode på en 100 Hz underbærebølge                                                                        |
| WWVH                             | 10000          | 10          | USA Kekaha, Hawaii         |                                                                       | BCD tidskode på en 100 Hz underbærebølge                                                                        |
| ATA National Physical Laboratory | 11000          |             | New Delhi                  |                                                                       | |
| CHU                              | 14670          | 3           | Canada Ottawa, Ontario     |                                                                       | 300 baud Bell 103 tidskode                                                                                      |
| BSF                              | 15000          |             | Chung-Li                   |                                                                       | |
| BPM                              | 15000          |             | China Xi'an                |                                                                       | |
| WWV                              | 15000          | 10          | USA Fort Collins, Colorado |                                                                       | BCD tidskode på en 100 Hz underbærebølge                                                                        |
| WWVH                             | 15000          | 10          | USA Kekaha, Hawaii         |                                                                       | tidskode på en 100 Hz underbærebølge                                                                            |
| WWV                              | 20000          | 2,5         | USA Fort Collins, Colorado |                                                                       | BCD tidskode på en 100 Hz underbærebølge                                                                        |